# Crows-an-Wra
Crows-an-Wra – osada w Anglii, w Kornwalii. Leży 9 km na zachód od miasta Penzance i 419 km na zachód od Londynu.